# ناحیه الونزه
ناحیه الونزه (به عربی: دائرة الونزة) یک ناحیه در الجزایر است که در استان تبسه واقع شده‌است.